# Pável Lébedev-Lástochkin

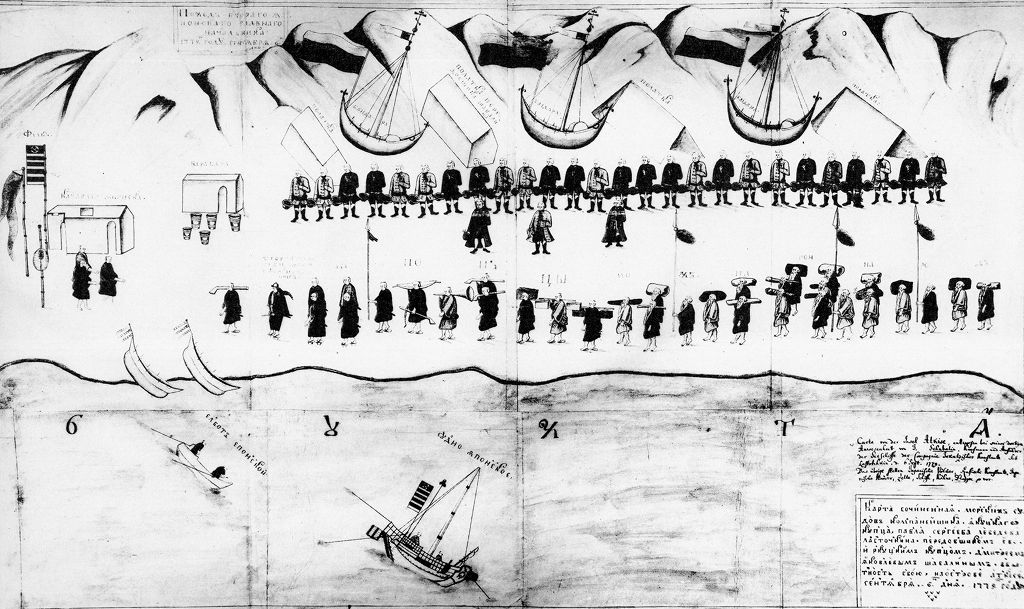
Los rusos de Pável Lébedev-Lástochkin, con sus barcos arrojados tierra adentro por el tsunami, se encontraron con los japoneses en 1779

Pável Sergueyévich Lébedev-Lástochkin, en ruso: Па́вел Сергее́вич Ле́бедев-Ла́сточкин, fue un comerciante ruso de Yakutsk que, a finales del siglo XVIII, se convirtió en uno de los primeros rusos en entrar en contacto con el shogunato Tokugawa, tercer y último shogunato que ostentó el poder en todo Japón. El gobierno esperaba conseguir los esfuerzos de los comerciantes privados, para ayudarles a abrir las relaciones comerciales con Japón a un coste mucho menor que si hubieran enviado emisarios oficiales o militares.
Lástochkin se ofreció como voluntario para la misión, buscando las ganancias de los bienes del comercio japonés o de las pieles de la isla de Hokkaido. Su primer intento fracasó por completo cuando su barco se hundió en el mar de Ojotsk situado en el noroccidente del océano Pacífico y limitado en el sur por la isla japonesa de Hokkaidō. Pero a él, junto con otro comerciante llamado Grigori Shélijov, se le concedió el monopolio comercial de las islas Kuriles, una cadena de islas volcánicas que se extiende desde Hokkaidō, en el norte de Japón, hasta Siberia. El plan era navegar a Urup, una de las islas, con una tripulación de expedición formada por unos 40 colonos. La intención era que debían establecer una pequeña colonia cerca de Urup, y tratar de persuadir a algunos ainus para que los guiaran a Japón. Esta segunda expedición también fracasó cuando, después de llegar a Urup en el verano de 1775, el barco se hundió en una tormenta.
Lástochkin lo intentó una vez más, esta vez trayendo un mayor número de barcos de apoyo. Era ahora 1778, y la expedición se reunió con los Señores del clan Matsumae, los guardianes japoneses de las fronteras del norte, por primera vez. Otorgaron regalos a los señores samurái y pidieron comerciar. Los samuráis informaron al grupo de Lástochkin de que no tenían autoridad para hacer acuerdos en nombre del shōgun, pero que debían regresar al año siguiente. De esa manera, los regalos de Lástochkin fueron devueltos, con la prohibición de regresar a Hokkaido, e informaron que debía preguntar en la ciudad de Nagasaki, en la isla sureña de Kyūshū, e inconvenientemente lejos de las explotaciones rusas, si deseaba comerciar. Látoschkin regresó a Urup para planear su próximo movimiento.
En 1779, un terremoto causó un masivo tsunami, que arrojó el barco ruso a cierta distancia hacia el interior. Esto finalmente convenció a Látoschkin de abandonar la búsqueda de comercio con Japón. Sin embargo, a pesar de su fracaso en «abrir» el Japón al comercio, fue uno de los primeros, si no el primero, de los rusos en reunirse con los japoneses, en Japón, en cualquier instancia oficial.